# Chamanthedon chrysostetha
Chamanthedon chrysostetha is een vlinder uit de familie wespvlinders (Sesiidae), onderfamilie Sesiinae.
Chamanthedon chrysostetha is voor het eerst wetenschappelijk beschreven door Diakonoff in 1968. De soort komt voor in het Oriëntaals gebied.